# Aldwych Theatre
L'Aldwych Theatre est un théâtre du West End londonien, situé sur Aldwych (à l'angle avec Drury Lane), dans la Cité de Westminster.

## Description
Sa capacité d'accueil est de 1 200 spectateurs, répartis sur trois niveaux.

## Historique
Le théâtre est inauguré le 23 décembre 1905.

## Productions notables
Le théâtre est connu notamment pour la production de douze farces qui s'y sont tenues de 1923 à 1933 et auxquelles le théâtre a donné son nom, les farces Aldwych.